# Lily Boeykens

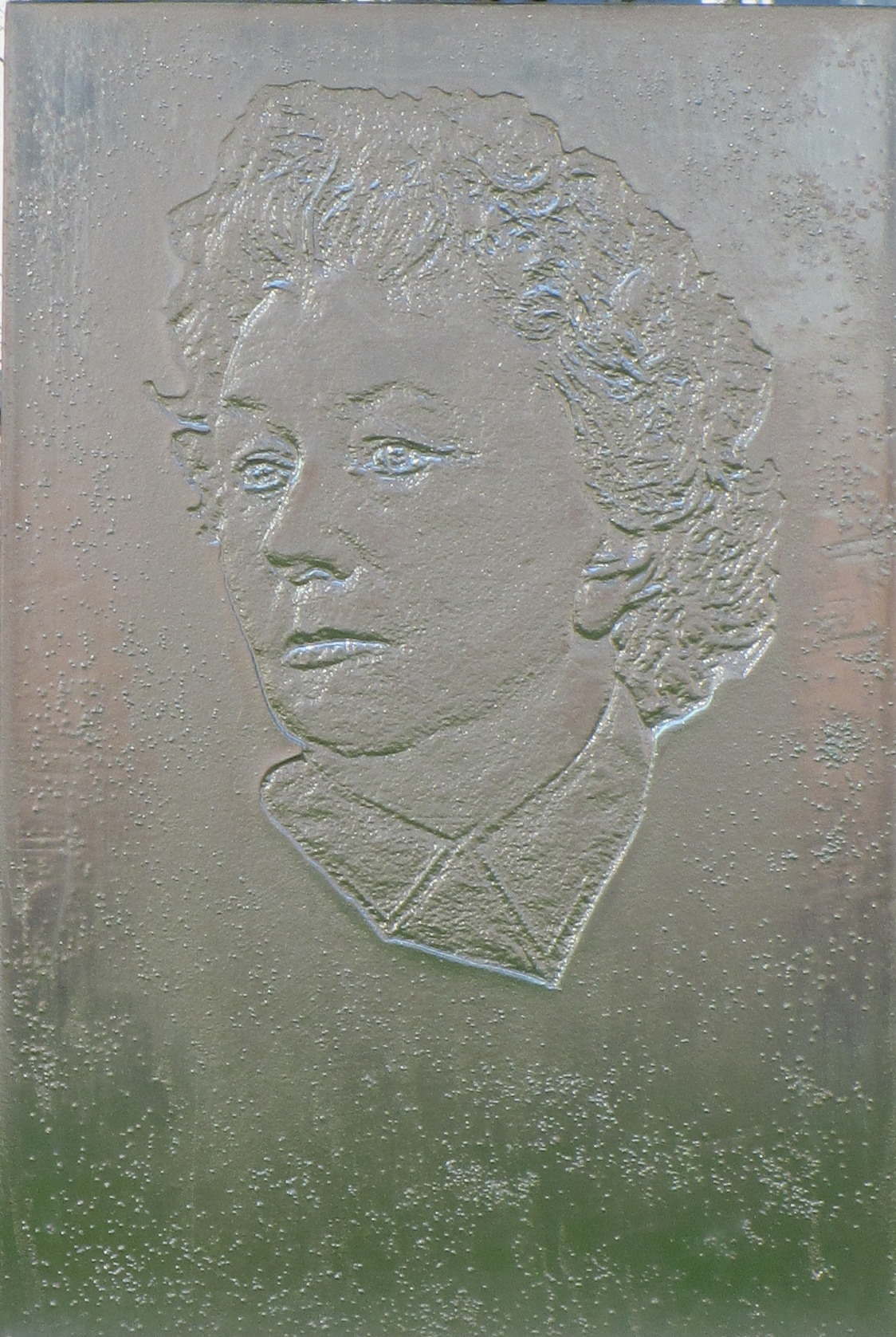
Lily Boeykens, Gedenktafel im Prinses Astridpark, Lommel

Lily Boeykens (eigentlich Liane Boeykens, geboren am 21. März 1930 in Dendermonde; gestorben am 22. November 2005 in Antwerpen) war eine belgische Frauenrechtlerin.

## Leben
Liane Boeykens war die Tochter von August Boeykens (1900–1974, später Gefängnisdirektor) und dessen Frau, Maria Vander Cruyssen (1905–1989). Sie verbrachte ihre Kindheit in verschiedenen Städten, da die Familie für neue Posten ihres Vaters immer wieder an andere Orte umziehen musste. Sie studierte mit Unterstützung des Vaters und trotz Widerstands in der restlichen Familie Rechtswissenschaften und schloss 1954 an der Universität Gent mit einem Doktortitel ab. Sie heiratete den Veterinärmediziner und Virologen Constant Huygelen und folgte ihm 1955 nach dessen Studium nach Belgisch-Kongo. Dort konnte sie als Frau nicht beruflich tätig werden. Nach der Unabhängigkeit des Kongo 1960 wieder nach Antwerpen zurückgekehrt, war die Mutter von mittlerweile drei Kindern zur Hausarbeit gezwungen, da es keine Betreuungseinrichtungen für Kleinkinder gab. Eine fehlgeschlagene Bewerbung, bei der ihr ein weniger qualifizierter Mann vorgezogen wurde, war für sie der Anlass, eine eigene PR-Firma zu gründen, die sie nebenbei betrieb. Sie fand schließlich 1963 eine zusätzliche Stelle als Journalistin für den flämischsprachigen Sender BRT, nachdem sie sich über die Darstellung von Teilzeitarbeit in einer Sendung beschwert hatte. Sie übte beide Tätigkeiten bis 1973 aus und kam beruflich in Kontakt mit streikenden Arbeiterinnen und Feministinnen. Sie widmete sich immer stärker der Lobbyarbeit für Frauenrechte und soziale Gleichstellung in Belgien. Dabei wurde sie durch ihren Ehemann nach Kräften unterstützt.
Sie schloss sich 1964 dem Conseil National des Femmes Belges an, der belgischen Dachorganisation des Internationalen Frauenrats (ICW). Der belgische Frauenrat war vornehmlich mit französischsprachigen Vertreterinnen besetzt, was die Tochter von Marthe Boël, Maya Janssen, zu ändern versuchte. Janssen fand mit Boeykens eine Mitstreiterin, die sich für eine Flämisierung der Organisation einsetzte und 1969 erreichte, dass der CNFB zu einer bilingualen Arbeit fand. Letztlich führte die Entwicklung zu einer Teilung des Frauenrats in zwei autonome Vertretungen Belgiens: den Nederlandstalige Vrouwenraad und den Conseil des Femmes Francophones de Belgique, die 1974 festgeschrieben wurde. Beide Organisationen verblieben weiterhin im ICW. Seit 1972 war Boeykens die Vorsitzende des flämischen Ratsteils und war dann von 1974 bis 1979 und erneut von 1983 bis 1992 Präsidentin des Vrouwenraads. In den vier Jahren Pause von dem Amt absolvierte sie einen Masterstudiengang für International Law.
In ihrer aktiven Zeit arbeitete sie eng mit anderen feministischen Gruppierungen zusammen (etwa der 1969 gegründeten Aktivistengruppe Dolle Mina), rief aber auch als Mitgründerin neue Organisationen ins Leben, darunter die sogenannte PAG (Pluralist Action Group for Equal Opportunities for Man and Woman) und die 1972 gegründete Denkfabrik Vrouwen Overleg Komitee (ab 2016 Furia).
Sie war auch Mitorganisatorin des ersten Frauentags in Belgien, der am 11. November 1972 stattfand. 1975 war sie auf Ebene der Vereinten Nationen an der Gestaltung des Internationalen Jahrs der Frau beteiligt, sowie der anschließenden UN-Dekade der Frau und den vier internationalen Konferenzen, die in diesem Zusammenhang abgehalten wurden. 1976 wurde in Brüssel ein Internationales Tribunal gegen Verbrechen an Frauen abgehalten. Für den 1976 gegründeten Entwicklungsfonds der Vereinten Nationen für Frauen (UNIFEM) war Boeykens von 1982 bis 1994 Präsidentin des belgischen UNIFEM-Komitees und vertrat Belgien anschließend ab 1995 in der United Nations Commission on the Status of Women. Zudem war sie von 1988 bis 1994 über zwei Amtszeiten hinweg Präsidentin des ICW. Von 1999 bis 2001 übernahm sie den Vorsitz im Europäischen Zentrum des Internationalen Frauenrats (ECICW). Sie stellte auch den Kontakt zum Ausschuss für die Rechte der Frau und die Gleichstellung der Geschlechter des Europäischen Parlaments sicher.
Nachdem bei ihr Alzheimer im Frühstadium diagnostiziert wurde, wählte sie, noch unter Vorhandensein ihrer geistigen Fähigkeiten, den Freitod mittels der in Belgien seit 2002 legalen Sterbehilfe.

## Auszeichnungen und Würdigungen
- 1995 erhielt sie den Marie-Popelin-Preis
- 2004 erhielt sie den Leopoldsorden
- 2009 gab die belgische Post eine Briefmarke heraus, auf dem ihr Porträt neben dem von Martha Boël abgebildet war
- mehrere Straßen in Belgien wurden nach ihr benannt, darunter in Gent, Houthalen-Helchteren und Huldenberg
- das belgische Archiv und Dokumentationszentrum für Feminismus, Rol en Samenleving (RoSa) arbeitete ihr Lebenswerk 2004 in einer Biographie auf